# Antoine Darnay
Le baron Antoine Darnay né à Nevers le 19 novembre 1764, fut secrétaire général de la direction des Postes en France sous le Consulat et dans le royaume d'Italie de 1805 à 1814. Ami d'enfance du prince Eugène de Beauharnais, il l'a accompagné dans toute sa carrière. Le baron Darnay est décédé à Paris le 24 mars 1837.

## Un protégé de Joséphine
Les parents d'Antoine Darnay tenaient à Nevers l'hostellerie du Grand Monarque. Leur fils fit de bonnes études et partit à Paris en 1784 pour y faire son droit. Il fréquenta de jeunes écrivains et écrivit lui-même dans L'Ami du roi. Pendant quelques années il fut le secrétaire d'Arthur Richard Dillon, archevêque de Narbonne.

Il épousa Marie Adélaïde Dehors, dont il fut rapidement veuf dès le 9 juin 1798.

Il fit la connaissance de Marie Josèphe Rose Tascher de la Pagerie dont le mari le général de Beauharnais venait d'être guillotiné en 1794, et surtout il se lia d'amitié avec son fils Eugène.
Lors du mariage de la générale de Beauharnais avec Napoléon (8 mars 1796), Antoine Darnay se voyait engagé dans une carrière exceptionnelle.

Durant cette période, Antoine Darnay occupa diverses fonctions qui assuraient son train de vie : il fut successivement Directeur général des "Coches d'eau", puis secrétaire général des Messageries et enfin secrétaire général de la direction des Postes, dont le directeur était le comte de Lavalette, mari d'Émilie de Beauharnais.

Il fit l'acquisition d'un domaine viticole à Tronsanges, dans la Nièvre, où il prenait quelquefois du repos.

Enfin, par l'intermédiaire du général Michaud, il épousa le 27 juin 1805 à Auvillers (Oise), la fille d'un ancien colonel de cavalerie, Adélaïde Mélanie Marie Soucanye de Landevoisin (1785-1832).

## Le royaume d'Italie
Lorsque le prince Eugène, devenu le beau-fils de l'empereur et roi d'Italie, fut nommé vice-roi et partit pour Milan, l'impératrice Joséphine demanda à Antoine Darnay de partir avec son fils comme secrétaire de son cabinet. Il fut nommé directeur des Postes du royaume d'Italie par le prince Eugène. Il reçut la Légion d'honneur, fut créé baron et conseiller d'État du royaume d'Italie.

Le 14 janvier 1806 à Munich, dans la chapelle royale de la Résidence, il assista au mariage du vice-roi Eugène de Beauharnais, avec la princesse Augusta-Amélie de Bavière, fille du roi Maximilien Ier.

Madame Darnay lui donna à cette époque deux fils Eugène-Auguste et Alfred-François-Henri-Alban.

Lors du soulèvement de 1814 et de l'arrivée des Autrichiens, le baron Darnay resta fidèle au prince Eugène : il mit en sûreté la correspondance du vice-roi, puis le rejoignit à Mantoue, d'où il fut chargé d'accompagner les enfants du prince vers la Bavière.

## L'exil et la retraite
Eugène de Beauharnais en exil, devenu duc de Leuchtenberg, vivait en famille à Munich et au château de Sandegg. Antoine Darnay faisait de fréquents voyages en France pour le compte du prince Eugène et de sa sœur la reine Hortense, aussi en exil à Augsbourg, puis à Arenenberg en Suisse.

Après la mort du prince Eugène (1824), le baron Darnay résidait le plus souvent à Paris, auprès de son épouse et de ses fils, et il allait quelquefois en villégiature à Tronsanges. Il perdit sa femme lors de l'épidémie de choléra qui sévit à Paris en 1832. Lui-même, fit une attaque en 1835, dont il sortit très handicapé, et mourut le 24 mars 1837 à Paris, à l'âge de 72 ans.
Le titre de baron Darnay fut porté par son fils Eugène et son petit-fils Max jusqu'en 1921.